# 캔턴 (텍사스주)

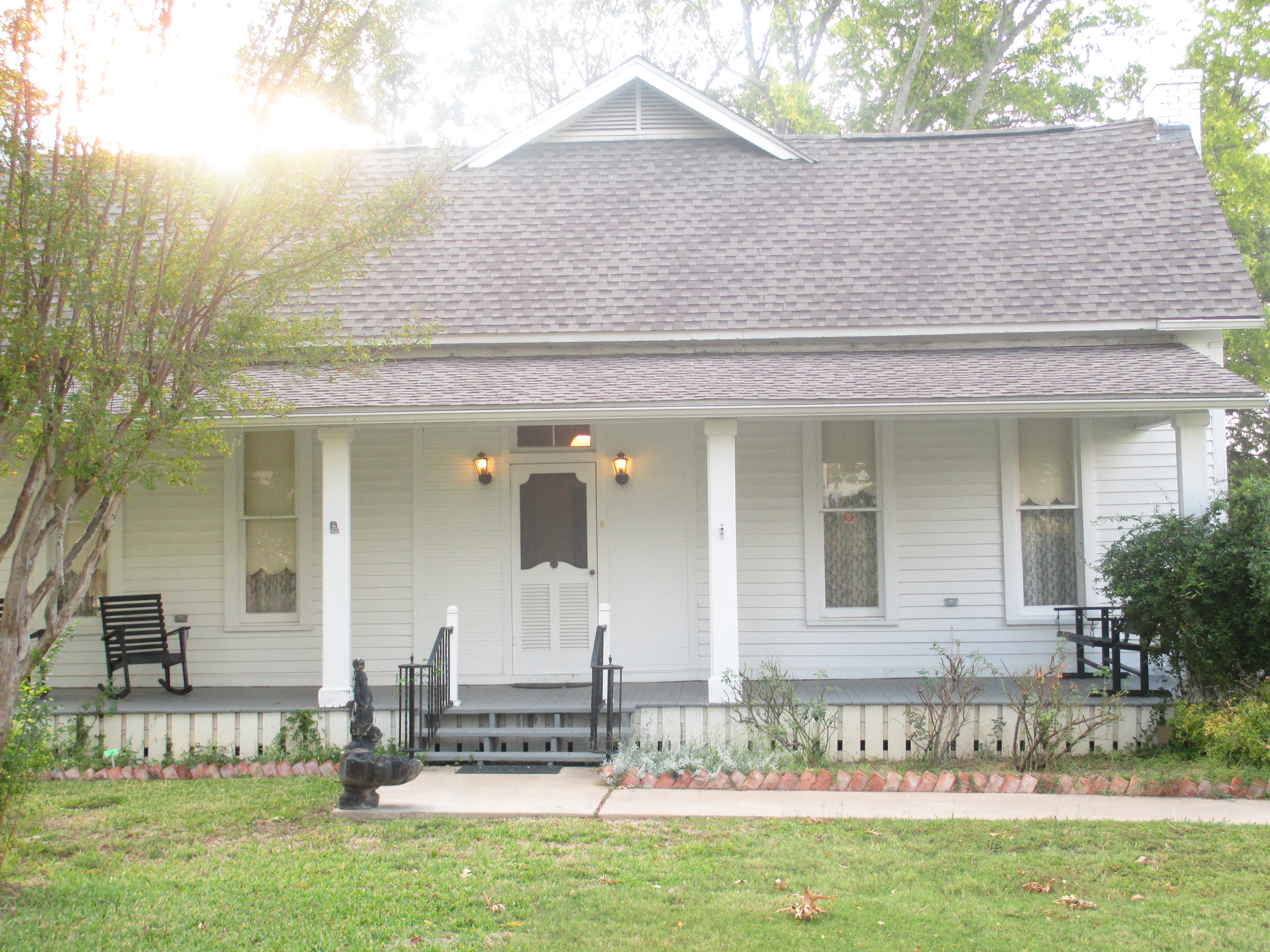

캔턴(Canton)은 미국 이스트텍사스 반젠트군의 도시이자 군청 소재지이다. 타일러에서 서쪽으로 약 40마일 떨어진 곳에 위치해 있다. 2020년 인구 조사 기준으로 이 도시의 인구 수는 4,229명이다.
2017년 4월 29일 여러 토네이도로 인해 심각한 위험에 처했으며 2년 뒤 또다른 토네이도가 2019년 5월 29일 타격했다.

## 인구
| 인구조사              | 인구  | Note | %±     |
| --------------------- | ----- | ---- | ------ |
| 1870년                | 183   |      | —      |
| 1880년                | 331   |      | 80.9%  |
| 1890년                | 421   |      | 27.2%  |
| 1920년                | 583   |      | —      |
| 1930년                | 704   |      | 20.8%  |
| 1940년                | 715   |      | 1.6%   |
| 1950년                | 881   |      | 23.2%  |
| 1960년                | 1,114 |      | 26.4%  |
| 1970년                | 2,283 |      | 104.9% |
| 1980년                | 2,845 |      | 24.6%  |
| 1990년                | 2,949 |      | 3.7%   |
| 2000년                | 3,292 |      | 11.6%  |
| 2010년                | 3,581 |      | 8.8%   |
| 2020년                | 4,229 |      | 18.1%  |
| U.S. Decennial Census |       |      |        |